# Palim-Palim
Palim-Palim ist eine Lautmalerei für die Klangfolge einer bestimmten Türglocke, wie sie früher oft in Tante-Emma-Läden benutzt wurde, um den Eintritt eines Kunden anzukündigen. Zum geflügelten Wort wurde Palim-Palim durch den Sketch Im Kaufmannsladen von und mit Dieter „Didi“ Hallervorden aus der Reihe Nonstop Nonsens aus dem Jahr 1977 (Didi’s erster Winterurlaub, gesendet 4. Januar 1977).

## Handlung des Sketches „Im Kaufmannsladen“
Dieter Hallervorden und Gerhard Wollner mimen zwei Gefängnisinsassen. Um die Langeweile zu vertreiben, beschließen sie, „Kaufmannsladen“ zu spielen. So betritt Hallervorden als „Kunde“ das gedachte Ladengeschäft, wobei er die Türklingel mit „Palim, Palim!“ imitiert. Er fragt Wollner, der den Verkäufer spielt, nach einer „Flasche Pommes frites“. Wollner wirft ihm vor, das Spiel durch die verrückte Bestellung zu torpedieren, und fordert zuerst eine Wiederholung. Da Hallervorden erneut eine Flasche Pommes frites bestellt (diesmal jedoch eine kleine), fordert Wollner einen Rollentausch. Nun betritt also Wollner als Kunde den Laden. Erst vergisst er die Klingel, worauf Hallervorden ihn nochmals zurückschickt. Wollner bestellt anschließend: „Ich möchte gern Pommes frites“, worauf Hallervorden antwortet: „Ja ham Se denn ’ne Flasche mit?“

## Bedeutung des Sketches
Der Sketch wurde zum Inbegriff für Dieter Hallervorden und steht für seinen Ruf als blödelnder Komiker. Hallervorden selbst ist nicht ganz glücklich mit dieser Reduzierung, da seriöses politisches Kabarett einen großen Teil seines Schaffens ausmacht (s. a. Die Wühlmäuse und Hallervordens Spott-Light). Andererseits freut ihn die Popularität des Sketches – in einem Interview mit der Frankfurter Allgemeinen Sonntagszeitung gestand er: „Es ist doch schön, wenn Kinder das auf dem Schulhof nachspielen.“ und „Andere hinterlassen den ‚Zauberberg‘, ich eben ‚Palim, Palim‘.“ Störend sei höchstens, dass er seitdem nach Live-Auftritten vom Veranstalter oft statt Blumen eine Flasche Pommes frites überreicht bekomme.
Harald Schmidt äußerte 2013 in einem Interview mit der Süddeutschen Zeitung, dass er meist nicht auf aktuelle Sendungen, sondern auf seine frühen Sketche in Schmidteinander angesprochen werde und zog dazu einen Vergleich: „Das ist wie ‚Palim Palim‘ von Hallervorden. Der kann als Rentner Marathon-Filme drehen, wie er will. Man denkt nur Palim Palim. Das ist die eigentliche Leistung.“
Stern.de wählte 2020 für eine Besprechung der TV-Dokumentation „Dieter Hallervorden – eine deutsche Legende“ aus der Reihe „ZDF-History“ die Überschrift „Mehr als nur Palim Palim – der schwierige Herr Hallervorden“.
In der Bild-Zeitung vom 19. Januar 2007 bezichtigte der Alleinunterhalter Fips Asmussen Hallervorden des Diebstahls des Sketches aus seinem Programm. Daraufhin erklärte Hallervorden, er habe den Sketch von dem ostdeutschen Entertainer Heinz Quermann, mit dem er häufiger Sketche und Witze austauschte, für ungefähr 500 Mark erworben. Tatsächlich findet sich auf der Langspielplatte „Witze am laufenden Band“ von Fips Asmussen aus dem Jahre 1973 ein Witz mit derselben Pointe, nur dass statt Pommes frites Blumenkohl in Flaschen verkauft werden soll. Das „Palim, Palim“ der Türklingel fehlt dort allerdings.

## Sonstiges
Seit der sogenannten dritten Generation der Videospiel-Reihe gibt es ein Pokémon, welches im deutschsprachigen Raum den Namen Palimpalim trägt (im englischen Chimecho).
Aufgrund der COVID-19-Pandemie hat 2020 die Stadt Bühl die Videokonferenz-Plattform Palim! Palim! eingeführt, um soziale Kontakte online zu ermöglichen.
Die vorletzte Live-Aufführung fand im Jahr 2010 statt (laut Aussage von Kai Pflaume in der Sendung zum 75-jährigen Jubiläum der ARD). Die bislang letzte Live-Aufführung erfolgte am 5. April 2025 im Rahmen der Jubiläumssendung „75 Jahre ARD“. Hallervordens Sketch-Partner war Harald Effenberg, der zuvor u. a. in Hallervordens Spott-Light häufig mit ihm zusammen gearbeitet hatte. Für Aufsehen sorgte bei dieser Aufführung, dass Hallervorden vortrug, im Gefängnis zu sitzen, weil er öffentlich Negerkuss und Zigeunerschnitzel gesagt habe und dies in der heutigen Zeit strafbar sei.